# Carman (Manitoba)
Pour les articles homonymes, voir Carman (homonymie).
Carman est une ville du Manitoba au Canada. Au recensement de 2006, on y a dénombré une population de 2 880 habitants.

## Personnalités liées à la commune
- Ed Belfour (1965), hockeyeur.
- Jack Carson (1910-1963), acteur américain .
- Faouzia (2000), chanteuse, y habita.

## Démographie
| 2001  | 2006  | 2011  | 2016  |
| ----- | ----- | ----- | ----- |
| 2 831 | 2 880 | 3 027 | 3 164 |